# جمیل الرحمن
محمد حسین، معروف به جمیل الرحمن الافغانی رهبر گروه سلفی، یک سازمان سلفی واقع در ولایت کنر بود. او امیر امارت اسلامی کنر بود.

## اوایل زندگی
او در سال ۱۹۳۹ در نینگلام در دره پیچ، ولایت کنر به دنیا آمد، او یکی پشتون بود و در مدرسه پنجپیر، یک مؤسسه سلفی که توسط عربستان سعودی تمویل می‌شد، تحصیل کرد. او در دهه ۱۹۷۰ برای مبارزه با تهاجم شوروی به مجاهدین افغان پیوست.

## تأسیس جماعت دعوت به قرآن و سنت
در دهه ۱۹۸۰، او جنبش خود را به نام «جماعت الدعوة القرآن و السنه» (معروف به «گروه سلفی») تأسیس کرد. این گروه به دلیل رفتار خشن خود با غیرنظامیان درمناطق تحت کنترل دولت مشهور بود. جمیل الرحمن به دلیل پیشینه شخصی خود و نزدیکی آژانس باجور که بسیاری از شبه نظامیان عرب در آن فعال بودند، توانست از کویت و عربستان سعودی (که گزارش شده‌است از خود ملک فهد کمک مالی دریافت کند) و به او اجازه دادتا به‌طور مستقل فعالیت کند. بسیاری از داوطلبان عرب، به ویژه مصری‌ها، به جنبش او پیوستند. آنها بعداً امارت اسلامی کنر را تأسیس کردند و سپس توسط گلبدین حکمتیار سرنگون شدند. او پس از سرنگونی توسط حکمتیار به باجور، پاکستان گریخت.

## مرگ
در ۳۰ اوت ۱۹۹۱، یک روزنامه‌نگار جوان مصری به نام عبدالله رومی وابسته به اخوان المسلمین به خانه الرحمن در باجور، پاکستان آمد. نگهبانان الرحمن که معتقد بودند او بخشی از شورای صلح تحت رهبری عرب‌ها است، او را بازرسی نکردند. روزنامه‌نگار جوان به سمت الرحمن که در آنجا نشسته بود رفت تا از او سؤالی بپرسد. سپس یک تپانچه کشید و سه گلوله به او شلیک کرد. مولانا بی درنگ خودکشی کرد بدون اینکه توضیحی در مورد عملش بدهد. جمیل الرحمن فریاد زد «الله اکبر» است و مرده افتاد.